# Les Mariages chinois et la Relecture

Les Mariages chinois et la Relecture est un album de Philippe Katerine publié en 1992. 
Il s'agit d'une nouvelle édition de son premier album Les Mariages chinois sorti un an plus tôt agrémenté d'un titre supplémentaire (plus long à lui tout seul que l'album original) : La Relecture. C'est un album minimaliste, inclassable et très personnel enregistré à domicile avec très peu d'intervenants. 

## Liste des titres de l'album
| 1.    | Je m'en vais                          | 1:27  |
| 2.    | Une journée sur une balançoire        | 0:28  |
| 3.    | Chérie que je n'ose appeler           | 1:15  |
| 4.    | Petite ville de campagne              | 1:12  |
| 5.    | An Abc for You and Me                 | 1:52  |
| 6.    | À propos du divorce, de la séparation | 0:51  |
| 7.    | Le Silence de l'après-midi            | 2:34  |
| 8.    | Chanson pour Annie                    | 1:20  |
| 9.    | Les Leçons de l’expérience            | 1:27  |
| 10.   | Hips in the Morning                   | 1:21  |
| 11.   | Comme Jeannie Longo                   | 1:24  |
| 12.   | Le Bel Aimé de Royan                  | 1:27  |
| 13.   | Petit après-midi en automne-hiver     | 0:30  |
| 14.   | La Relecture (bonus)                  | 17:11 |
| 34:19 |                                       |       |